# Seconde bataille de Ras Lanouf
Guerre civile libyenne
Batailles
- 1re Benghazi
- El Beïda
- Derna
- 1re Tripoli
- Misrata
- 1re Zaouïa
- Djebel Nefoussa (1re Dehiba
- 2e Dehiba
- Gharyan)
- 1re Brega
- 1re Ras Lanouf
- 1re Ben Jawad
- 2e Ras Lanouf
- 2e Brega
- 1re Ajdabiya
- 2e Benghazi
- 2e Ajdabiya
- 1re golfe de Syrte
- 3e Brega
- Al Jawf
- Front de Misrata (Zliten
- Tawarga
- 2e Zaouïa
- 4e Brega
- Fezzan
- Birak)
- 5e Brega
- 3e Zaouïa
- 2e Tripoli
- 2e Sebha
- 2e golfe de Syrte (Syrte)
- Offensive de Bani Walid (Tarhounah - Bani Walid)

- Intervention militaire de l’OTAN
- Opération Ellamy (Royaume-Uni)
- Opération Harmattan (France)
- Opération Odyssey Dawn (États-Unis)
- Opération Mobile (Canada)

La seconde bataille de Ras Lanouf est une bataille de la guerre civile libyenne. Elle est la première victoire de Mouammar Kadhafi sur le front de l'est.

## Déroulement
Le 6 mars les rebelles gagnent du terrain vers Ben Jawad après la victoire lors de la première bataille de Ras Lanouf mais ce mouvement de repli des loyalistes n'est qu'un leurre. Les loyalistes ont amené les rebelles dans une nasse ou ils enferment 600 rebelles. Le 7 mars, les rebelles d'Abdul Fatah Younis tentent de contre-attaquer, mais sont repoussés, avec de lourdes pertes. Le 8 mars, les derniers rebelles de Ben Jawad capitulent. Les rebelles se replient sur Ras Lanouf.
Du 8 au 10 mars, Ras Lanouf est violemment bombardé par les loyalistes. Le 10 mars, les rebelles regagnent du terrain. Le 11 mars les chars de Kadhafi contournent Ras Lanouf, pour éviter l'encerclement et la destruction totale du gros des forces rebelles Abdul Fatah Younis envoie 800 hommes au sud pour contenir les tanks de Kadhafi. Le 12 mars, les rebelles se retirent de Ras Lanouf et grâce au sacrifice des 800 rebelles envoyés par Abdul Fatah Younis, les rebelles évitent l'encerclement et se replient sur El Agheila. Le 13 mars, 500 rebelles tentent une contre-offensive qui se solde par un échec complet.

## Vidéographie
- [vidéo] Libye, la bataille de Brega (version longue partie 2), France 24, 25 mars 2011.